# Bryan County (Oklahoma)
Das Bryan County ist ein County im US-Bundesstaat Oklahoma. Das U.S. Census Bureau hat bei der Volkszählung 2020 eine Einwohnerzahl von 46.067 ermittelt. Der Verwaltungssitz (County Seat) ist Durant, das nach Dickson Durant benannt wurde.

## Geographie
Das County liegt im Süden von Oklahoma und grenzt an Texas, von dem es durch den Red River getrennt ist. Das Bryan County hat eine Fläche von 2.443 Quadratkilometern, wovon 90 Quadratkilometer Wasserfläche sind. Es grenzt an folgende Countys:
| Johnston County        | Atoka County          |                      |
| Marshall County        |                       | Choctaw County       |
| Grayson County (Texas) | Fannin County (Texas) | Lamar County (Texas) |

## Geschichte

Bryan

Das Bryan County wurde am 16. Juli 1907 als Original-County aus Choctaw-Land gebildet. Benannt wurde es nach William Jennings Bryan, einem US-amerikanischen Juristen, Staatsmann und Politiker. Die Besiedlung begann 1843 mit dem Bau von Fort Washita und das erste Postbüro wurde am 4. November 1844 eröffnet. 1872 wurde die erste Eisenbahnlinie der Missouri, Kansas and Texas Railroad durch das County gebaut.

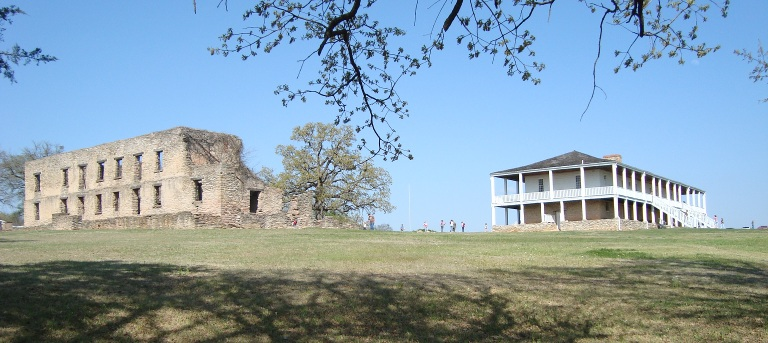
Fort Washita (2009)

Im County liegt eine National Historic Landmark, das Fort Washita. 15 Bauwerke und Stätten des Countys sind im National Register of Historic Places (NRHP) eingetragen (Stand 21. Mai 2018).

## Demografische Daten

Alterspyramide des Bryan County

Nach der Volkszählung im Jahr 2000 lebten im Bryan County 36.534 Menschen in 14.422 Haushalten und 9.936 Familien. Die Bevölkerungsdichte betrug 16 Einwohner pro Quadratkilometer. Ethnisch betrachtet setzte sich die Bevölkerung zusammen aus 80,02 Prozent Weißen, 1,42 Prozent Afroamerikanern, 12,16 Prozent amerikanischen Ureinwohnern, 0,44 Prozent Asiaten, 0,04 Prozent Bewohnern aus dem pazifischen Inselraum und 1,08 Prozent aus anderen ethnischen Gruppen; 4,84 Prozent stammten von zwei oder mehr Ethnien ab. 2,65 Prozent der Bevölkerung waren spanischer oder lateinamerikanischer Abstammung, die verschiedenen der genannten Gruppen angehörten.
Von den 14.422 Haushalten hatten 30,4 Prozent Kinder unter 18 Jahre, die im Haushalt lebten. 54,0 Prozent waren verheiratete, zusammenlebende Paare, 10,8 Prozent waren allein erziehende Mütter. 31,1 Prozent waren keine Familien, 26,6 Prozent waren Singlehaushalte und in 11,5 Prozent der Haushalte lebten Menschen im Alter von 65 Jahren oder darüber. Die durchschnittliche Haushaltsgröße lag bei 2,47 und die durchschnittliche Familiengröße bei 2,98 Personen.
24,8 Prozent der Bevölkerung waren unter 18 Jahre alt, 11,7 Prozent zwischen 18 und 24, 25,7 Prozent zwischen 25 und 44, 22,3 Prozent zwischen 45 und 64 und 15,4 Prozent waren 65 Jahre oder älter. Das Durchschnittsalter betrug 36 Jahre. Auf 100 weibliche kamen statistisch 95,1 männliche Personen. Auf 100 Frauen im Alter von 18 Jahren oder darüber kamen 92,4 Männer.

Das jährliche Durchschnittseinkommen eines Haushalts betrug 27.888 USD und das durchschnittliche Einkommen einer Familie betrug 33.984 USD. Männer hatten ein durchschnittliches Einkommen von 26.831 USD gegenüber den Frauen mit 20.087 USD. Das Prokopfeinkommen betrug 14.217 USD. 14,0 Prozent der Familien und 18,4 Prozent der Bevölkerung lebten unterhalb der Armutsgrenze.

## Städte und Gemeinden
City
- Durant

Towns
| - Achille - Armstrong - Bennington - Bokchito | - Caddo - Calera - Colbert - Hendrix | - Kemp - Kenefic - Mead - Silo |

Unincorporated Communitys
- Cartwright
- Platter